# Golfo de Oristán
El golfo de Oristán (del italiano: Golfo di Oristano) es un pequeño golfo o ensenada de Italia localizado en aguas del mar de Cerdeña, en la parte central de la costa oeste de la isla de Cerdeña. Es el golfo más destacado de la costa suroeste de la isla y toma el nombre de Oristán, la principal localidad de la zona (32.932 habitantes en diciembre de 2006) y capital de la provincia homónima.

## Geografía

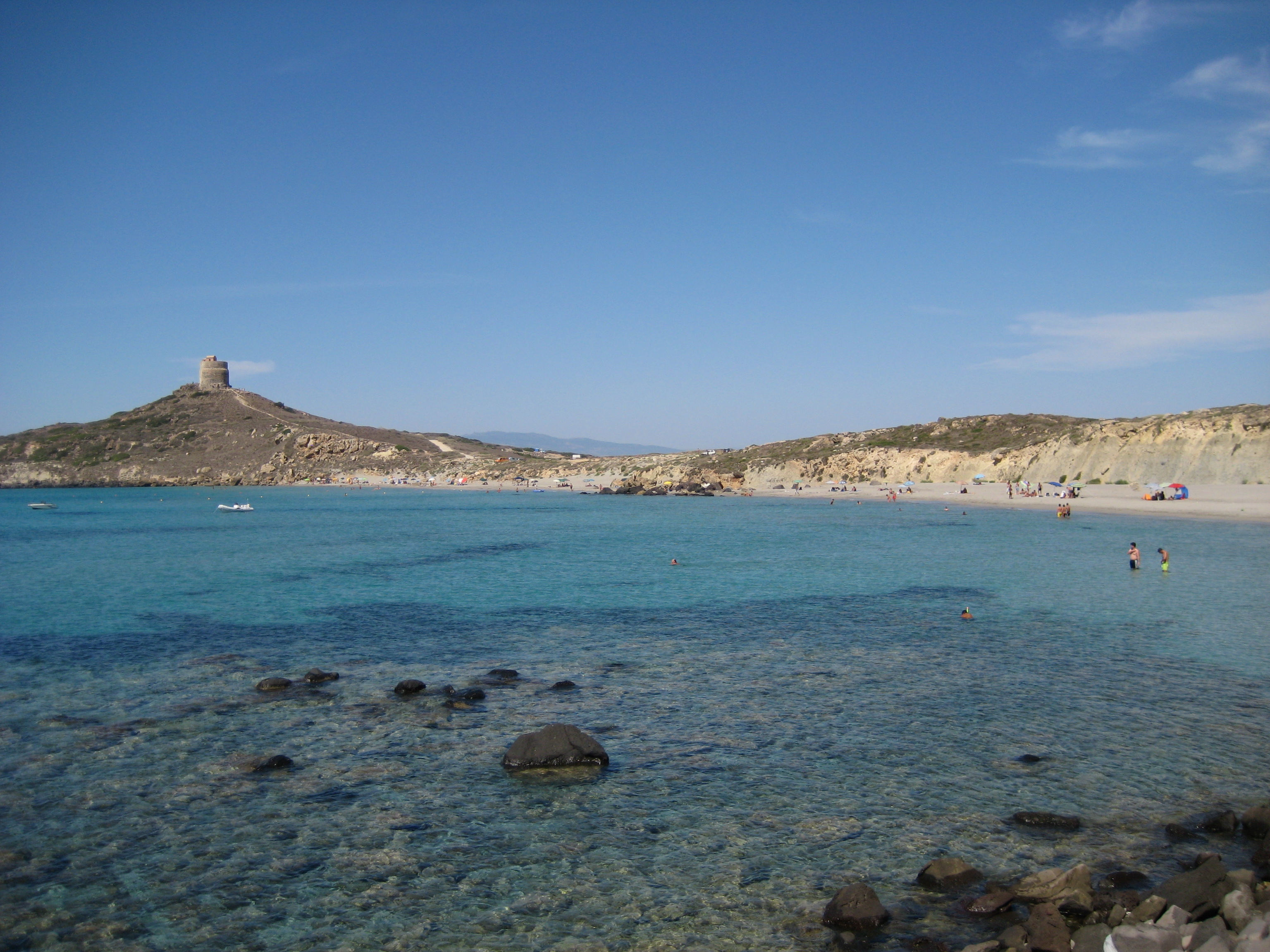
El cabo San Marco y la torre española

Está delimitado, por el norte, por el cabo San Marco, en la península del Sinis; y, por el sur, por el cabo Frasca, donde se encuentra una estación meteorológica del mismo nombre. Baña la provincia de Oristán —comunas de Cabras, Oristán, Santa Giusta, Arborea y Terralba— y la provincia de Cerdeña del Sur —comunas de Guspini y Arbus.
Se extiende por delante de la misma ciudad de Oristán y está bordeado en sus dos extremos por dos promontorios montañosos, siendo la parte central una costa más baja y regular. Toda el área está relativamente poco alterada. La boca del golfo, orientada al oeste es muy pequeña, de apenas unos 10 km, siendo las aguas interiores del golfo bastante abrigadas al punto de que en las inmediaciones del golfo hay tres grandes estanques, el de las Cabras, el Mistras y el de Santa Giusta, que constituyen zonas de interés faunístico y paisajístico. 
Las principales actividades son la pesca, la acuicultura y las actividades manufactureras relacionadas con el mercado de pescado, en especial la producción de bottarga, a pesar de que está creciendo el turismo de playa, que se concentró en la ciudad San Giovanni di Sinis, Marina di Torre Grande y Arborea Lido. 
En el golfo también se encuentra el famoso sitio arqueológico de Tharros.
En las inmediaciones de Oristán, se encuentra la desembocadura del río Tirso, el río más largo de Cerdeña (con 152 km).